# Woodiella natalensis
Woodiella natalensis är en svampart som beskrevs av Sacc. & P. Syd. 1899. Woodiella natalensis ingår i släktet Woodiella, ordningen disksvampar, klassen Leotiomycetes, divisionen sporsäcksvampar och riket svampar.   Inga underarter finns listade i Catalogue of Life.